# Catch! (Fernsehshow)
Catch! (Eigenschreibweise: CATCH!) ist eine deutsche Spielshow, in der aus mehreren Mannschaften durch verschiedene Wettkämpfe der deutsche Meister, Europameister und Kontinentalmeister des Jahres im Fangen ermittelt wird. Ausrichter der seit 2018 stattfindenden Meisterschaften ist der Komiker und Moderator Luke Mockridge mit seiner Produktionsfirma Lucky Pics sowie der Fernsehsender Sat.1.
Während am 8. Januar 2021 der vierte deutsche Meister ermittelt wurde, wurde der zweite Europameister am 15. Januar gekürt. Zudem wurde am 29. Januar 2021 erstmals ein Kontinentalmeister ermittelt. Für 2022 sind weitere Ausgaben geplant.

## Konzept

### 2018
Vier Teams, die jeweils von einem prominenten Teamkapitän angeführt werden und aus drei weiteren, sportlich erfolgreichen Mitgliedern bestehen (also vier Mitglieder pro Team), treten in sechs verschiedene Fang-Disziplinen gegeneinander an. Die Bepunktung der Fang-Disziplinen variiert. Die Teams mit den meisten Punkten gehen ins Finale ein („the circle“): Die Spieler starten auf den sich gegenüberliegenden Seiten eines Kreises. Beide sind Fänger und Läufer zugleich. Der Spieler, der seinen Gegner einholen und abschlagen kann, gewinnt die Runde. Das Team, das zuerst zwei Runden für sich entscheiden kann, gewinnt das Match und wird erster deutscher Meister im Fangen.

### 2019
Die Show bzw. die Meisterschaft ist in zwei Turnierphasen aufgeteilt.
In der ersten Phase, der Qualifikation, nehmen insgesamt zwölf Mannschaften teil. Die Mannschaften bestehen weiterhin aus einem prominenten Mannschaftskapitän und drei sportlich erfolgreichen Mitspielern. Pro Folge treten vier Mannschaften in zunächst drei Wettkämpfen (Vorrunde der Qualifikation) gegeneinander an. In jedem Wettkampf gewinnt die Mannschaft, die am längsten entkommen kann oder die meisten Fänge schafft, wie bisher 20 Punkte, der zweite 10 und der dritte 5 Punkte. Zudem können 5 Bonuspunkte erspielt werden. Anschließend treffen die Teams abhängig von ihrem Vorrundenergebnis in den Finalrunden der Qualifikation nach dem K.-o.-System aufeinander. Die Zuordnung der Mannschaften im Halbfinale Obstacle Race ist folgendermaßen: Der Erstplatzierte der Vorrunde tritt gegen den Viertplatzierten an, der Zweitplatzierte gegen den Drittplatzierten. Die beiden Halbfinal-Sieger kämpfen daraufhin im Finale The Circle um die Teilnahme an der zweiten, finalen Phase der Meisterschaft. Aufgrund des starken Ungleichgewichts aus 2018 wurden die Regeln von The Circle geändert. Unter anderem reicht nun das einmalige Fangen des Gegners für den Sieg.
In der zweiten Phase, dem Finale, nehmen die drei Qualifikationssieger und der deutsche Meister im Fangen aus dem Vorjahr teil. Zunächst treten sie erneut in drei Wettkämpfen (Vorrunde) gegeneinander an. Anschließend gilt dasselbe K.-o.-System wie in der Qualifikationsphase. Der Finalsieger erhält den Titel „Deutscher Meister im Fangen“.

### Seit 2020
Seit 2020 wird auf das zweiteilige Turnier verzichtet. Wie 2018 nehmen nur noch vier Mannschaften an den Meisterschaften teil.
Weiterhin bestehen die Mannschaften jeweils aus einem prominenten Kapitän. Zudem beinhalten sie jeweils drei bis vier weitere, sportlich erfolgreiche Mitglieder. Alle vier Mannschaften treten in der Vorrunde in fünf Wettkämpfen (verschiedenen Fang-Disziplinen) gegeneinander an. Bei der Bepunktung der Wettkämpfe gibt es keine Änderung. Die Mannschaft, die am längsten entkommen kann oder die meisten Fänge schafft, erhält 20 Punkte, der Zweite 10 und der Dritte 5 Punkte. Ferner können 5 Bonuspunkte erspielt werden. Danach treffen die Mannschaften wie 2019 in den Finalrunden nach dem K.-o.-System aufeinander. Die Zuordnung der Mannschaften für das Halbfinale Obstacle Race ist des Weiteren abhängig von ihrem Vorrundenergebnis. Der Erstplatzierte tritt gegen den Viertplatzierten an, der Zweitplatzierte gegen den Drittplatzierten. Die beiden Halbfinal-Sieger kämpfen daraufhin im Finale The Circle um den Titel „Deutscher Meister im Fangen“ (seit 2020), „Europameister im Fangen“ (seit 2020) oder „Kontinentalmeister im Fangen“ (seit 2021).

## Wettkämpfe (Auswahl)
Folgende Wettkämpfe werden bei den Shows regelmäßig ausgetragen:

### 2018

#### Catch! Der grosse SAT.1 Fang-Freitag
- TIME OUT: Drei Spieler eines Teams müssen versuchen einen gegnerischen Fänger so lange wie möglich zu entkommen, wer gefangen wird, ist sofort raus. Es gibt zwei Felder, auf denen man vor dem Fänger sicher ist, aber Vorsicht, jedes dieser Felder bietet nur für 10 Sekunden Schutz. Die maximale Spielzeit beträgt 90 Sekunden. Das Team, dessen Läufer addiert am längsten entkommen können, gewinnt 20 Punkte, die nachfolgenden bekommen 10 und 5 Punkte, das Team, das seine Schutzzonen am wenigsten benötigt, sichert sich 5 Bonuspunkte.
- LONG DISTANCE: Drei Spieler müssen eine 500 m lange Strecke absolvieren, ohne dabei gefangen zu werden. Die Läufer kommen aus verschiedenen Teams und starten gleichzeitig, der Fänger startet [4 Sekunden] nach den Läufern. Schafft ein Läufer es bis ins Ziel, ohne gefangen zu werden, verdient er für sein Team 5 Punkte, wird er gefangen, gehen 5 Punkte auf das Konto des Fängers. Bonuspunkte kann sich ein Fänger verdienen, wenn er alle drei Gegner vor dem Ziel erreicht.
- BLIND CATCH: Bei diesem Match können Fänger und Läufer nichts sehen. Mittels Kommandos werden sie von einem ihrer Mitspieler geführt. Der Spieler der am längsten entkommen konnte gewinnt 20 Punkte, der zweitplatzierte 10 und der dritte 5. Der Fänger, der seinen Gegner am schnellsten fangen konnte, bekommt fünf Bonuspunkte.
- CROSS THE LINE: Die Teams müssen versuchen innerhalb von 60 Sekunden so oft wie möglich die markierte Mittellinie zu überqueren, dort warten zwei Gegenspieler, von denen man sich nicht erwischen lassen darf. Wer gefangen wird, ist sofort raus. Für jeden erfolgreichen Lauf darf man einmal den eigenen Buzzer drücken. Wer den Buzzer nach vier Runden am häufigsten gedrückt hat, gewinnt. Das erfolgreichste Team bekommt 20 Punkte, die nachfolgenden Teams 10 und 5. Das Team, das die wenigsten Überquerungen der Mittellinie zugelassen hat, verdient sich 5 Punkte extra.
- VERTICAL CATCH: Die Spieler müssen so schnell wie möglich an einer Hauswand hinaufklettern, ein Spieler versucht dabei, den anderen zu fangen. Der Läufer startet, mit einem 5-sekündigen Vorsprung. Wird ein Spieler gefangen gewinnt der Fänger 10 Punkte, schafft ein Läufer es ganz nach oben gehen 10 Punkte auf sein Konto. 5 Bonuspunkte gibt es für den schnellsten Aufstieg.
- OBSTACLE RACE: Der Fänger hat 25 Sekunden Zeit seinen Gegner zu erwischen, gelingt ihm das ist der Gegner aus dem Spiel. Der verbleibende Spieler wird jetzt zum Läufer und das gegnerische Team schickt einen neuen Fänger aufs Feld. Schafft es ein Läufer 25 Sekunden lang zu entkommen bleibt er im Spiel und das gegnerische Team muss einen neuen Fänger stellen. Sobald alle Spieler eines Teams ausgeschieden sind, hat das Team verloren. Die Gewinner des Spiels kassieren 30 und die zweitplatzierten 15 Punkte. Bonuspunkte gibt es für das Team, dessen Fänger einen Gegner am schnellsten erwischen konnte.

### 2019
- Bei Open Field müssen die drei Spieler aus drei Teams (insgesamt 9 Spieler) versuchen, dem Fänger aus dem vierten Team auf dem Spielfeld zu entkommen. Dieser versucht, in einer Minute so viele Gegner wie möglich zu fangen. Wer gefangen wurde, bleibt im Spiel. Der Fänger muss dann einen anderen Spieler fangen. An den Seiten stehen zwei Mitspieler des Fängers, die mit abklatschen jederzeit eingewechselt werden können.
- Beim Ausdauerlauf Under Construction müssen die Spieler einen zweistöckigen Parcours mit diversen Hindernissen bewältigen. Ein Fänger eines Teams tritt gegen einen Läufer eines anderen Teams an, wobei der Läufer mit vier Sekunden Vorsprung vor dem Fänger diesem entkommen muss. Im Parcours sind fünf Buzzer, die der Läufer drücken kann, um sich einen Bonus zu erspielen.
- Beim Ausdauerlauf Office Run müssen die Spieler durch ein dreistöckiges Bürogebäude laufen. Ein Fänger eines Teams tritt gegen einen Läufer eines anderen Teams an, wobei der Läufer mit vier Sekunden Vorsprung von dem Fänger entkommen muss. Auf der Strecke nutzen die Spieler einen Fahrstuhl. In diesem darf nicht gefangen werden. Gelingt es dem Läufer zu entkommen, erhält er dafür 15 Punkte. Schafft es der Fänger, seinen Gegner auf der Strecke zu erwischen, erhält er 10 Punkte.
- Bei King Size werden die Spieler in aufblasbare Airsuits gesteckt. Vier Spieler, jeweils einer aus einem Team, müssen sich dann gegenseitig so oft wie möglich fangen. Dabei wechselt der Fänger alle 10 Sekunden. Es werden vier Runden gespielt.
- Eins gegen Eins wird bei Vertical Catch der Wettbewerb an einer 24 Meter hohen Kletterwand ausgetragen. Es geht bis zum höchsten Punkt hinauf und per Sprung an ein Seil. Der Läufer hat vier Sekunden Vorsprung. Eingeholt werden oder abstürzen gilt als Verlieren. In vier Runden stellt jedes Team je einen Läufer und einen Fänger.
- Bei Around the Block versuchen drei Läufer eines Teams, dem Fänger eines anderen Teams innerhalb einer Minute zu entkommen. Auf dem Spielfeld befinden sich jedoch vier große Blöcke als Hindernisse. Gespielt werden vier Runden, wobei jedes Team einmal den Fänger und dreimal den Läufer stellt.
- Im Obstacle Race treten zwei Spieler in einem Parcours mit diversen Hindernissen gegeneinander an. Die Teams müssen ihren bisherigen Platzierungen entsprechend zwischen 20 und 26 Sekunden lang entkommen (1. Platz: 20 Sekunden, 2. Platz: 22 Sekunden, 3. Platz: 24 Sekunden, 4. Platz: 26 Sekunden). Entsprechend muss der Läufer diese Zeit überstehen, ohne gefangen zu werden. Schafft er das, bleibt er im Spiel und das gegnerische Team muss einen neuen Fänger stellen. Ist der Fänger erfolgreich, scheidet der Läufer aus, der Fänger wird zum neuen Läufer und das gegnerische Team schickt einen neuen Fänger aufs Feld. Sobald alle Spieler eines Teams ausgeschieden sind, hat das Team verloren. Die Gewinner des Duells nehmen am Endspiel teil bzw. ziehen in das Finale ein.
- Beim Endspiel The Circle nehmen die beiden besten Teams teil. Zu Beginn starten auf gegenüberliegenden Seiten eines runden Parcours ohne Hindernisse je ein Spieler aus einem Team. Beide sind Fänger und Läufer zugleich. Ein Spieler kann zu jedem beliebigen Zeitpunkt mit einem Teammitglied wechseln, jedoch darf jeder nur einmal laufen. Das Team, dessen Spieler seinen Gegner einholen und fangen kann, zieht in das Finale ein (Folge 1–3) bzw. gewinnt die Spielshow.

## Produktion und Ausstrahlung
Im Oktober 2018 kündigte der Fernsehsender Sat.1 an, dass der Sender das von Luke Mockridge entworfene Physical-Spielshow-Konzept Catch! gekauft habe und von Mockridges Firma Lucky Pics produzieren lasse.
Die erste Ausgabe unter dem Titel Catch! Der große Sat.1 Fang-Freitag wurde Ende November 2018 in Köln aufgezeichnet und am 7. Dezember 2018 ausgestrahlt. Sie wurde von insgesamt 1,35 Millionen Zuschauer gesehen. Einen Tag später wurde die Spielshow für neue Folgen im Frühjahr 2019 verlängert.
Anfang Februar 2019 wurde bekannt, dass die Show als mehrfolgiges Turnier und unter dem Titel Catch! Die Deutsche Meisterschaft im Fangen fortgeführt wird. Die vier Aufzeichnungen (drei Folgen als Qualifikation, eine Folge als Finale) fanden vom 20. bis zum 27. Februar 2019 im Studio Köln-Mülheim in Köln statt. Der Staffelstart war am 22. März 2019 und wurde von insgesamt 1,50 Millionen Zuschauern verfolgt. Das Finale wurde jedoch nur von insgesamt 1,36 Millionen Zuschauer verfolgt.
Auf den Screenforce Days am 26. Juni 2019 teilte Sat.1 die Verlängerung der Show mit. Catch! Die Deutsche Meisterschaft im Fangen wurde Anfang November 2019 wie 2018 als einfolgige Ausgabe aufgezeichnet. Ebenfalls wurde unter dem Titel Catch! Die Europameisterschaft im Fangen eine Ausgabe aufgezeichnet, in der erstmals zwischen den Ländern Deutschland, Österreich, Schweiz und England der Europameister im Fangen ermittelt wird. Die Ausstrahlung der ersten Aufzeichnung erfolgte am 3. Januar 2020 in Sat.1, zwei Wochen später am 17. Januar folgte die zweite Aufzeichnung erneut in Sat.1 sowie erstmals auf dem österreichischen Fernsehsender Puls 4.
Im Dezember 2020 wurde die Ausstrahlung dreier weiterer Ausgaben in einer vierten Staffel von Catch! bekannt. Während am 8. Januar 2021 in Sat.1 unter dem Sendungstitel Catch! Die Deutsche Meisterschaft im Fangen der vierte deutsche Meister ermittelt wurde, wurde der zweite Europameister am 15. Januar gekürt, ebenfalls in Sat.1. Puls 4 sendete die Aufzeichnung von Catch! Die Europameisterschaft im Fangen erst am 25. Januar 2021. Des Weiteren wurde erstmals unter dem Sendungstitel Catch! Kampf der Kontinente ein Kontinentalmeister ermittelt. Während Sat.1 die Aufzeichnung am 29. Januar 2021 ausstrahlte, übertrug Puls 4 sie am 1. Februar. Aufgrund der COVID-19-Pandemie in Deutschland wurden im Dezember 2020 alle drei Ausgaben ohne Studiopublikum aufgezeichnet.

## Übersicht der Ausgaben
|                          | Jahr | Datum               | Team                                                                 | Mannschaften                                             | Gewinner                                                                                      |
|                          | 2018 | 07.12.2018          | Team Tom                                                             | Tom Beck, Felix Streng, Hanna Klein, Bart Van Der Linden | Team Jeannine                                                                                 |
| Team Jeannine            | 2018 | 07.12.2018          | Jeannine Michaelsen, Pamela Dutkiewicz, Kai Kazmirek, Julian Würzler |                                                          | Team Jeannine                                                                                 |
| Team Wincent             | 2018 | 07.12.2018          | Wincent Weiss, Marie Lang, Norman Lichtenberg, Robin Erewa           |                                                          | Team Jeannine                                                                                 |
| Team Luke                | 2018 | 07.12.2018          | Luke Mockridge, Mathias Bühler, Renae Dumbly, Fabian Hambüchen       |                                                          | Team Jeannine                                                                                 |
| Deutsche Meisterschaft   | 2019 | 22.03. – 12.04.2019 |                                                                      | 13                                                       | David Odonkor mit Jacqueline Schulz, Luca Ehrmantraut, Patrick „Peet“ Peter                   |
| Deutsche Meisterschaft   | 2020 | 03.01.2020          |                                                                      | 4                                                        | David Odonkor mit Jacqueline Schulz, Luca Ehrmantraut, Patrick „Peet“ Peter                   |
| Deutsche Meisterschaft   | 2021 | 08.01.2021          |                                                                      | 4                                                        | Luke Mockridge mit Fabian Hambüchen, Silke Sollfrank, Benni Grams, (Youssef Messoudi)         |
| Deutsche Meisterschaft   | 2022 |                     |                                                                      | 4                                                        |                                                                                               |
| Europameisterschaft      | 2020 | 17.01.2020          |                                                                      | 4                                                        | Luke Mockridge mit Norman Lichtenberg, Patrick „Peet“ Peter, Silke Sollfrank, (Dean Tanwani)  |
| Europameisterschaft      | 2021 | 15.01.2021          |                                                                      | 4                                                        | David Odonkor (Luke Mockridge) mit Benni Grams, Benny Gleißner, Dean Tanwani, Silke Sollfrank |
| Europameisterschaft      | 2022 | 04.02.2022          |                                                                      | 4                                                        | Larissa Marolt, Stefanie Noppinger, Lorenz Wetscher, Stefan Dollinger, Quirin Somavilla       |
| Kontinentalmeisterschaft | 2021 | 29.01.2021          |                                                                      | 4                                                        | Afrika: Hans Sarpei mit Bintou Schmill, Dean Tanwani, Nabil Hadim, Valentin Dubois            |

## Catch! Der große SAT.1 Fang-Freitag (2018)
Die erste Ausgabe unter dem Titel Catch! Der große SAT.1 Fang-Freitag wurde Ende November 2018 in Köln im Studio Köln-Mülheim von Brainpool aufgezeichnet und am Freitag, den 7. Dezember 2018 um 20:15 Uhr in Sat.1 ausgestrahlt. Die Show wurde von der Moderatorin Andrea Kaiser, von dem Kommentator Jan Platte und von dem Reporter Simon Pearce begleitet.
Gewonnen hat die Mannschaft um Jeannine Michaelsen mit Julian Würzler, Kai Kazmirek, Pamela Dutkiewicz sowie dem Ersatzspieler Marcel Fehr, die somit „Deutscher Meister im Fangen 2018“ wurde.

### Mannschaften
| Mannschaftskapitän | Mannschaftskapitän  | Weitere Mitglieder                                              |
| --- | ------------------- | --------------------------------------------------------------- |
| | Jeannine Michaelsen | Julian Würzler, Kai Kazmirek, Pamela Dutkiewicz, Marcel Fehr E1 |
| | Luke Mockridge      | Fabian Hambüchen, Matthias Bühler, Renae Dambly                 |
| | Tom Beck            | Bart van der Linden, Felix Streng, Hanna Klein                  |
| | Wincent Weiss       | Marie Lang, Norman Lichtenberg, Robin Erewa                     |
| Anmerkungen: E1 Marcel Fehr ersetzte ab dem fünften Wettkampf Vertical Catch Jeannine Michaelsen, die aufgrund einer Fußverletzung die Teilnahme abbrechen musste. |                     |                                                                 |

### Wettkämpfe
| Folgende Wettkämpfe wurden in der Vorrunde ausgetragen: | Folgende Wettkämpfe wurden in der Vorrunde ausgetragen: | Folgende Wettkämpfe wurden in der Vorrunde ausgetragen: | Folgende Wettkämpfe wurden in der Vorrunde ausgetragen: | Folgende Wettkämpfe wurden in der Vorrunde ausgetragen: | Folgende Wettkämpfe wurden in der Vorrunde ausgetragen: | Folgende Wettkämpfe wurden in der Vorrunde ausgetragen: | Folgende Wettkämpfe wurden in der Vorrunde ausgetragen: | Folgende Wettkämpfe wurden in der Vorrunde ausgetragen: | Folgende Wettkämpfe wurden in der Vorrunde ausgetragen: | Folgende Wettkämpfe wurden in der Vorrunde ausgetragen: | Folgende Wettkämpfe wurden in der Vorrunde ausgetragen: |
| ------------------------------------------------------- | ------------------------------------------------------- | ------------------------------------------------------- | ------------------------------------------------------- | ------------------------------------------------------- | ------------------------------------------------------- | ------------------------------------------------------- | ------------------------------------------------------- | ------------------------------------------------------- | ------------------------------------------------------- | ------------------------------------------------------- | ------------------------------------------------------- |
| 1.                                                      | Time-out                                                | 2.                                                      | Long Distance                                           | 3.                                                      | Blind Catch                                             | 4.                                                      | Cross the Line                                          | 5.                                                      | Vertical Catch                                          | 6.                                                      | Obstacle Race                                           |

### Ergebnisse
| Platz                                                          | Mannschaft | Mannschaft    | Punktzahl (Vorrunde) | Punktzahl (Finale: The Circle) |
| -------------------------------------------------------------- | ---------- | ------------- | -------------------- | ------------------------------ |
| 01.                                                            |            | Team Jeannine | 85                   | 2                              |
| 02.                                                            |            | Team Wincent  | 100                  | 1                              |
| 03.                                                            |            | Team Tom      | 55                   | –                              |
| 04.                                                            |            | Team Luke     | 45                   | –                              |
| Anmerkungen: schied in der Vorrunde aus Deutscher Meister 2018 |            |               |                      |                                |

## Catch! Die Deutsche Meisterschaft im Fangen (seit 2019)

### Deutsche Meisterschaft 2019
Anfang Februar 2019 wurde bekannt, dass die Show als mehrfolgiges Turnier und unter dem Titel Catch! Die Deutsche Meisterschaft im Fangen fortgeführt wird. Das Turnier bestand aus drei Qualifikationsfolgen und einem Finale. Jede Qualifikationsfolge bestand aus fünf Wettkämpfen (inklusive Endspiele). Die vier Aufzeichnungen fanden vom 20. bis zum 27. Februar 2019 im Studio Köln-Mülheim in Köln statt. Wie im Vorjahr moderiert Andrea Kaiser, kommentiert Jan Platte und begleitet Simon Pearce als Reporter die Show.
Staffelstart war am Freitag, den 22. März 2019 um 20:15 Uhr. Das Finale wurde am Freitag, den 12. April 2019 um 20:15 Uhr ausgestrahlt.

#### Qualifikation
Die drei Qualifikationsfolgen wurden am 20., 22. und 25. Februar 2019 aufgezeichnet sowie vom 22. März bis zum 5. April 2019 ausgestrahlt.
| Mannschaften in der Qualifikationsphase |                    |                        |                                                                       |
| Folge | Mannschaftskapitän | Mannschaftskapitän     | Weitere Mitglieder                                                    |
| 1 |                    | Daniel Donskoy         | Benedikt Mayr, Fatmire „Lira“ Alushi, Norman Lichtenberg              |
| 1 |                    | David Odonkor          | Imke Salander, Luca Ehrmantraut, Patrick „Peet“ Peter                 |
| 1 |                    | Luke Mockridge         | Clinton Mzee, Silke Sollfrank, Tim Nowak                              |
| 1 |                    | Sophia Thomalla        | Benny Gleißner WG, Jan Otterbeck, Michael Kraus                       |
| 2 |                    | Fabian Hambüchen       | Dean Tanwani, Marc Busch, Nadine Hildebrand, Paul Pasytsch E1         |
| 2 |                    | Jimi Blue Ochsenknecht | Dominik Arend, Christoph Ewinger WG, Elisabeth Seitz, Carlos Meyer E2 |
| 2 |                    | Jochen Schropp         | Lorenz Wetscher, Sascha Klein, Saskia Neville                         |
| 2 |                    | Thore Schölermann      | Florian Gems, Mathias Mester, Waldi Müller, Jacqueline Schulz E3      |
| 3 |                    | Edin Hasanović         | Carlos Meyer, Franziska Hauke, Julius Brink                           |
| 3 |                    | Jasmin Gerat           | Felix Schmitt, Lukas Bönninghausen, Marcus Füller WG                  |
| 3 |                    | Mike Singer            | Kevin Rutkowski, Philipp Boy, Zeina Nassar, Paul Steffen E4           |
| 3 |                    | Oliver Mommsen         | Felix Forneck, Melanie Tischler, Yannick Brümmer                      |
| Anmerkungen: WG Wildcard-Gewinner E1 Paul Pasytsch ersetzte im Finale The Circle Marc Busch, der aufgrund einer Fußverletzung die Teilnahme abbrechen musste. E2 Carlos Mayer ersetzte ab dem zweiten Wettkampf Under Construction Dominik Arend, der aufgrund einer Kopfverletzung die Teilnahme abbrechen musste. E3 Jacqueline Schulz ersetzte im Finale The Circle Waldi Müller, der aufgrund einer Fußverletzung die Teilnahme abbrechen musste. E4 Paul Steffen ersetzte ab dem dritten Wettkampf Cross the Line Philipp Boy, der aufgrund einer Fußverletzung die Teilnahme abbrechen musste. |                    |                        |                                                                       |

| Platz | Mannschaft | Mannschaft  | Punktzahl |
| ----- | ---------- | ----------- | --------- |
| 01.   |            | Team David  | 45        |
| 02.   |            | Team Luke   | 40        |
| 03.   |            | Team Sophia | 30        |
| 04.   |            | Team Daniel | 20        |

| Obstacle Race (Halbfinale) | Obstacle Race (Halbfinale) | Obstacle Race (Halbfinale) | Obstacle Race (Halbfinale) | Obstacle Race (Halbfinale) |
| -------------------------- | -------------------------- | -------------------------- | -------------------------- | -------------------------- |
|                            | Team David                 | –                          | Team Daniel                |                            |
|                            | Team Luke                  | –                          | Team Sophia                |                            |
| The Circle (Finale)        |                            |                            |                            |                            |
|                            | Team David                 | –                          | Team Sophia                |                            |

| Platz | Mannschaft | Mannschaft  | Punktzahl |
| ----- | ---------- | ----------- | --------- |
| 01.   |            | Team David  | 45        |
| 02.   |            | Team Luke   | 40        |
| 03.   |            | Team Sophia | 30        |
| 04.   |            | Team Daniel | 20        |

| Obstacle Race (Halbfinale) | Obstacle Race (Halbfinale) | Obstacle Race (Halbfinale) | Obstacle Race (Halbfinale) | Obstacle Race (Halbfinale) |
| -------------------------- | -------------------------- | -------------------------- | -------------------------- | -------------------------- |
|                            | Team David                 | –                          | Team Daniel                |                            |
|                            | Team Luke                  | –                          | Team Sophia                |                            |
| The Circle (Finale)        |                            |                            |                            |                            |
|                            | Team David                 | –                          | Team Sophia                |                            |

| Platz | Mannschaft | Mannschaft  | Punktzahl |
| ----- | ---------- | ----------- | --------- |
| 01.   |            | Team Fabian | 65        |
| 02.   |            | Team Jochen | 60        |
| 03.   |            | Team Thore  | 30        |
| 04.   |            | Team Jimi   | 10        |

| Obstacle Race (Halbfinale) | Obstacle Race (Halbfinale) | Obstacle Race (Halbfinale) | Obstacle Race (Halbfinale) | Obstacle Race (Halbfinale) |
| -------------------------- | -------------------------- | -------------------------- | -------------------------- | -------------------------- |
|                            | Team Fabian                | –                          | Team Jimi                  |                            |
|                            | Team Jochen                | –                          | Team Thore                 |                            |
| The Circle (Finale)        |                            |                            |                            |                            |
|                            | Team Fabian                | –                          | Team Thore                 |                            |

| Platz | Mannschaft | Mannschaft  | Punktzahl |
| ----- | ---------- | ----------- | --------- |
| 01.   |            | Team Fabian | 65        |
| 02.   |            | Team Jochen | 60        |
| 03.   |            | Team Thore  | 30        |
| 04.   |            | Team Jimi   | 10        |

| Obstacle Race (Halbfinale) | Obstacle Race (Halbfinale) | Obstacle Race (Halbfinale) | Obstacle Race (Halbfinale) | Obstacle Race (Halbfinale) |
| -------------------------- | -------------------------- | -------------------------- | -------------------------- | -------------------------- |
|                            | Team Fabian                | –                          | Team Jimi                  |                            |
|                            | Team Jochen                | –                          | Team Thore                 |                            |
| The Circle (Finale)        |                            |                            |                            |                            |
|                            | Team Fabian                | –                          | Team Thore                 |                            |

| Platz | Mannschaft | Mannschaft  | Punktzahl |
| ----- | ---------- | ----------- | --------- |
| 01.   |            | Team Oliver | 50        |
| 02.   |            | Team Jasmin | 45        |
| 03.   |            | Team Edin   | 30        |
| 04.   |            | Team Mike   | 15        |

| Obstacle Race (Halbfinale) | Obstacle Race (Halbfinale) | Obstacle Race (Halbfinale) | Obstacle Race (Halbfinale) | Obstacle Race (Halbfinale) |
| -------------------------- | -------------------------- | -------------------------- | -------------------------- | -------------------------- |
|                            | Team Oliver                | –                          | Team Mike                  |                            |
|                            | Team Jasmin                | –                          | Team Edin                  |                            |
| The Circle (Finale)        |                            |                            |                            |                            |
|                            | Team Oliver                | –                          | Team Edin                  |                            |

| Platz | Mannschaft | Mannschaft  | Punktzahl |
| ----- | ---------- | ----------- | --------- |
| 01.   |            | Team Oliver | 50        |
| 02.   |            | Team Jasmin | 45        |
| 03.   |            | Team Edin   | 30        |
| 04.   |            | Team Mike   | 15        |

| Obstacle Race (Halbfinale) | Obstacle Race (Halbfinale) | Obstacle Race (Halbfinale) | Obstacle Race (Halbfinale) | Obstacle Race (Halbfinale) |
| -------------------------- | -------------------------- | -------------------------- | -------------------------- | -------------------------- |
|                            | Team Oliver                | –                          | Team Mike                  |                            |
|                            | Team Jasmin                | –                          | Team Edin                  |                            |
| The Circle (Finale)        |                            |                            |                            |                            |
|                            | Team Oliver                | –                          | Team Edin                  |                            |

#### Finale
Das Finale wurden am 27. Februar 2019 aufgezeichnet und am 12. April 2019 ausgestrahlt. Drei der vier Mannschaften wurden zuvor in einer Qualifikation ermittelt. Die Siegermannschaft aus der Ausgabe 2018 mit Kapitänin Jeannine Michaelsen nahm als vierte Mannschaft teil.
| Mannschaften in der Finalphase |                    |                     |                                                           |                        |
| Folge | Mannschaftskapitän | Mannschaftskapitän  | Weitere Mitglieder                                        | Qualifiziert als/in    |
| 4 |                    | Jeannine Michaelsen | Benny Gleißner, Julian Würzler, Luke Mockridge            | Deutscher Meister 2018 |
| 4 |                    | David Odonkor       | Jacqueline Schulz, Luca Ehrmantraut, Patrick „Peet“ Peter | Qualifikationssieger 1 |
| 4 |                    | Fabian Hambüchen    | Dean Tanwani, Marc Busch, Nadine Hildebrand               | Qualifikationssieger 2 |
| 4 |                    | Julius Brink K      | Carlos Meyer, Silke Sollfrank, Felix Forneck              | Qualifikationssieger 3 |
| Anmerkungen: K Edin Hasanović konnte in der Finalphase der Meisterschaft 2019 aufgrund einer Verletzung nicht mehr antreten. Daher ersetzte Julius Brink Hasanović als Mannschaftskapitän. |                    |                     |                                                           |                        |

In der Vorrunde wurden die folgenden drei Wettkämpfe ausgetragen:
1. Around the Block
2. Office Run
3. Blind Catch

| Platz | Mannschaft | Mannschaft    | Punktzahl |
| ----- | ---------- | ------------- | --------- |
| 01.   |            | Team David    | 45        |
| 02.   |            | Team Jeannine | 40        |
| 03.   |            | Team Fabian   | 25        |
| 04.   |            | Team Julius   | 20        |

| Obstacle Race (Halbfinale)                                      | Obstacle Race (Halbfinale) | Obstacle Race (Halbfinale) | Obstacle Race (Halbfinale) | Obstacle Race (Halbfinale) |
| --------------------------------------------------------------- | -------------------------- | -------------------------- | -------------------------- | -------------------------- |
|                                                                 | Team David                 | –                          | Team Julius                |                            |
|                                                                 | Team Jeannine              | –                          | Team Fabian                |                            |
| The Circle (Finale)                                             |                            |                            |                            |                            |
|                                                                 | Team David                 | –                          | Team Fabian                |                            |
| Anmerkungen: für das Finale qualifiziert Deutscher Meister 2019 |                            |                            |                            |                            |

| Platz | Mannschaft | Mannschaft    | Punktzahl |
| ----- | ---------- | ------------- | --------- |
| 01.   |            | Team David    | 45        |
| 02.   |            | Team Jeannine | 40        |
| 03.   |            | Team Fabian   | 25        |
| 04.   |            | Team Julius   | 20        |

| Obstacle Race (Halbfinale)                                      | Obstacle Race (Halbfinale) | Obstacle Race (Halbfinale) | Obstacle Race (Halbfinale) | Obstacle Race (Halbfinale) |
| --------------------------------------------------------------- | -------------------------- | -------------------------- | -------------------------- | -------------------------- |
|                                                                 | Team David                 | –                          | Team Julius                |                            |
|                                                                 | Team Jeannine              | –                          | Team Fabian                |                            |
| The Circle (Finale)                                             |                            |                            |                            |                            |
|                                                                 | Team David                 | –                          | Team Fabian                |                            |
| Anmerkungen: für das Finale qualifiziert Deutscher Meister 2019 |                            |                            |                            |                            |

Gemäß der neuen Regeln trat der Erstplatzierte der Vorrunde, die Mannschaft um David Odonkor, im Halbfinale gegen den Viertplatzierten, die Mannschaft um Julius Brink. Dementsprechend spielte die Mannschaft um Jeannine Michaelsen (Platz 2) gegen die Mannschaft um Fabian Hambüchen (Platz 3). Die beiden Halbfinal-Sieger (Team David und Team Fabian) kämpften anschließend in dem Finale um den Titel „Deutscher Meister im Fangen 2019“. Sieger wurde schließlich die Mannschaft mit dem Kapitän David Odonkor.

### Deutsche Meisterschaft 2020
Wie 2018 wurde die deutsche Meisterschaft nicht mehr als mehrfolgiges Turnier, sondern als einmaliges Event fortgeführt. Während die Aufzeichnung am 8. November 2019 im Studio Köln-Mülheim stattfand, erfolgte die TV-Ausstrahlung am 3. Januar 2020 in Sat.1. Das Trio Andrea Kaiser als Hauptmoderatorin, Jan Platte als Kommentator und Simon Pearce als Reporter war erneut dabei. Die beiden prominenten Mannschaftskapitäne aus dem Vorjahr Luke Mockridge und Fabian Hambüchen sowie der Vorjahressieger David Odonkor nahmen erneut teil, Vanessa Mai nahm erstmals an der Meisterschaft teil.
Gewonnen hat erneut die Mannschaft um David Odonkor mit Jacqueline Schulz, Luca Ehrmantraut und Patrick „Peet“ Peter.

#### Mannschaften
| Mannschaftskapitän | Mannschaftskapitän | Weitere Mitglieder                                        |
| ------------------ | ------------------ | --------------------------------------------------------- |
|                    | David Odonkor      | Jacqueline Schulz, Luca Ehrmantraut, Patrick „Peet“ Peter |
|                    | Fabian Hambüchen   | Dana Kleine-Grefe, Benni Grams, Benny Gleißner            |
|                    | Luke Mockridge     | Silke Sollfrank, Dean Tanwani, Andreas Wöhle              |
|                    | Vanessa Mai        | Norman Lichtenberg, Felix Forneck, Saeid Fazloula         |

#### Wettkämpfe
| Folgende Wettkämpfe wurden in der Vorrunde ausgetragen: | Folgende Wettkämpfe wurden in der Vorrunde ausgetragen: | Folgende Wettkämpfe wurden in der Vorrunde ausgetragen: | Folgende Wettkämpfe wurden in der Vorrunde ausgetragen: | Folgende Wettkämpfe wurden in der Vorrunde ausgetragen: | Folgende Wettkämpfe wurden in der Vorrunde ausgetragen: | Folgende Wettkämpfe wurden in der Vorrunde ausgetragen: | Folgende Wettkämpfe wurden in der Vorrunde ausgetragen: | Folgende Wettkämpfe wurden in der Vorrunde ausgetragen: | Folgende Wettkämpfe wurden in der Vorrunde ausgetragen: |
| ------------------------------------------------------- | ------------------------------------------------------- | ------------------------------------------------------- | ------------------------------------------------------- | ------------------------------------------------------- | ------------------------------------------------------- | ------------------------------------------------------- | ------------------------------------------------------- | ------------------------------------------------------- | ------------------------------------------------------- |
| 1.                                                      | Crossbow Run                                            | 2.                                                      | Backstage Run                                           | 3.                                                      | The Grid                                                | 4.                                                      | Catch if you can                                        | 5.                                                      | Mud Race                                                |

| Platz | Mannschaft | Mannschaft   | Punktzahl |
| ----- | ---------- | ------------ | --------- |
| 01.   |            | Team Fabian  | 95        |
| 02.   |            | Team Luke    | 75        |
| 03.   |            | Team David   | 50        |
| 04.   |            | Team Vanessa | 30        |

| Obstacle Race (Halbfinale)                                      | Obstacle Race (Halbfinale) | Obstacle Race (Halbfinale) | Obstacle Race (Halbfinale) | Obstacle Race (Halbfinale) |
| --------------------------------------------------------------- | -------------------------- | -------------------------- | -------------------------- | -------------------------- |
|                                                                 | Team Fabian                | –                          | Team Vanessa               |                            |
|                                                                 | Team Luke                  | –                          | Team David                 |                            |
| The Circle (Finale)                                             |                            |                            |                            |                            |
|                                                                 | Team Vanessa               | –                          | Team David                 |                            |
| Anmerkungen: für das Finale qualifiziert Deutscher Meister 2020 |                            |                            |                            |                            |

Gemäß den Regeln trat der Erstplatzierte der Vorrunde, die Mannschaft um Fabian Hambüchen, im Halbfinale gegen den Viertplatzierten an, die Mannschaft um Vanessa Mai. Dementsprechend spielte die Mannschaft um Luke Mockridge (Platz 2) gegen die Mannschaft um David Odonkor (Platz 3). Die beiden Halbfinal-Sieger (Team Vanessa und Team David) kämpften anschließend im Finale um den Titel „Deutscher Meister im Fangen 2020“. Sieger wurde, wie im Vorjahr, die Mannschaft mit dem Kapitän David Odonkor.

### Deutsche Meisterschaft 2021
Wie im Vorjahr wurde der deutsche Meister im Fangen 2021 im Rahmen eines einmaligen Events ermittelt. Sie wurde bereits Anfang Dezember 2020 und aufgrund der COVID-19-Pandemie in Deutschland ohne Publikum im Studio Köln-Mülheim aufgezeichnet. Das Moderationstrio Andrea Kaiser, Jan Platte und Simon Pearce blieb bestehen. Die beiden prominenten Mannschaftskapitäne aus dem Vorjahr Luke Mockridge und David Odonkor nahmen erneut teil, Jasmin Wagner und Sebastian Ströbel nahmen erstmals an der Meisterschaft teil.
Die Aufzeichnung wurde am 8. Januar 2021 in Sat.1 ausgestrahlt. Gewonnen hat erstmals die Mannschaft um Luke Mockridge mit Fabian Hambüchen, Silke Sollfrank, Benni Grams und dem Ersatzspieler Youssef Messoudi.

#### Mannschaften
| Mannschaftskapitän | Mannschaftskapitän | Weitere Mitglieder                                                    |
| --- | ------------------ | --------------------------------------------------------------------- |
| | David Odonkor      | Johanna Stockschläder, Luca Ehrmantraut, Marc Busch, Dario Strauch E1 |
| | Jasmin Wagner      | Luca Beaufort, Dean Tanwani, Benny Gleißner                           |
| | Luke Mockridge     | Fabian Hambüchen, Silke Sollfrank, Benni Grams, Youssef Messoudi E2   |
| | Sebastian Ströbel  | Marie Mouroum, Dennis Korra, Lucas Wilson                             |
| Anmerkungen: E1 Dario Strauch ersetzte ab dem vierten Wettkampf Chain Reaction Marc Busch, der aufgrund von Rückenschmerzen die Teilnahme abbrechen musste. E2 Fabian Hambüchen musste aufgrund von Verletzungen während des Wettkampfs Obstacle Race durch Youssef Messoudi ersetzt werden. |                    |                                                                       |

#### Wettkämpfe
| Folgende Wettkämpfe wurden in der Vorrunde ausgetragen: | Folgende Wettkämpfe wurden in der Vorrunde ausgetragen: | Folgende Wettkämpfe wurden in der Vorrunde ausgetragen: | Folgende Wettkämpfe wurden in der Vorrunde ausgetragen: | Folgende Wettkämpfe wurden in der Vorrunde ausgetragen: | Folgende Wettkämpfe wurden in der Vorrunde ausgetragen: | Folgende Wettkämpfe wurden in der Vorrunde ausgetragen: | Folgende Wettkämpfe wurden in der Vorrunde ausgetragen: | Folgende Wettkämpfe wurden in der Vorrunde ausgetragen: | Folgende Wettkämpfe wurden in der Vorrunde ausgetragen: |
| ------------------------------------------------------- | ------------------------------------------------------- | ------------------------------------------------------- | ------------------------------------------------------- | ------------------------------------------------------- | ------------------------------------------------------- | ------------------------------------------------------- | ------------------------------------------------------- | ------------------------------------------------------- | ------------------------------------------------------- |
| 1.                                                      | Relay Hunt                                              | 2.                                                      | Speed Run                                               | 3.                                                      | Around the Block                                        | 4.                                                      | Chain Reaction                                          | 5.                                                      | Office Run                                              |

| Platz | Mannschaft | Mannschaft     | Punktzahl |
| ----- | ---------- | -------------- | --------- |
| 01.   |            | Team Luke      | 80        |
| 02.   |            | Team Jasmin    | 65        |
| 03.   |            | Team David     | 60        |
| 04.   |            | Team Sebastian | 45        |

| Obstacle Race (Halbfinale)                                      | Obstacle Race (Halbfinale) | Obstacle Race (Halbfinale) | Obstacle Race (Halbfinale) | Obstacle Race (Halbfinale) |
| --------------------------------------------------------------- | -------------------------- | -------------------------- | -------------------------- | -------------------------- |
|                                                                 | Team Luke                  | –                          | Team Sebastian             |                            |
|                                                                 | Team Jasmin                | –                          | Team David                 |                            |
| The Circle (Finale)                                             |                            |                            |                            |                            |
|                                                                 | Team Luke                  | –                          | Team Jasmin                |                            |
| Anmerkungen: für das Finale qualifiziert Deutscher Meister 2021 |                            |                            |                            |                            |

Gemäß der seit 2019 geltenden Regeln spielte im Halbfinale der Vorrunden-Erstplatzierte, die Mannschaft um Luke Mockridge, gegen den Viertplatzierten, die Mannschaft um Sebastian Ströbel. Folglich trat die Mannschaft um Jasmin Wagner (Platz 2) gegen die Mannschaft um David Odonkor (Platz 3) an. Die beiden Halbfinal-Sieger (Team Luke und Team Jasmin) kämpften anschließend in dem Finale um den Titel „Deutscher Meister im Fangen 2021“. Sieger wurde letztendlich die Mannschaft mit dem Kapitän Luke Mockridge.

### Deutsche Meisterschaft 2022

#### Mannschaften
| Mannschaftskapitän | Mannschaftskapitän | Weitere Mitglieder                                               |
| ------------------ | ------------------ | ---------------------------------------------------------------- |
|                    | Christian Düren    | Edward Scott, Dennis Korra, Oliver Edelmann, Anne Sauer          |
|                    | Cathy Hummels      | Dean Tanwani, Norman Lichtenberg, Andy Wöhle, Mateusz Przybylko  |
|                    | Wincent Weiss      | Silke Sollfrank, Patrick „Peet“ Peter, Max Sprenger, Noel Fiener |
|                    | Pietro Lombardi    | Benni Grams, Dario Strauch, Arleen Schüßler, Robert Haase        |
| Anmerkungen:       |                    |                                                                  |

#### Wettkämpfe
| Folgende Wettkämpfe wurden in der Vorrunde ausgetragen: | Folgende Wettkämpfe wurden in der Vorrunde ausgetragen: | Folgende Wettkämpfe wurden in der Vorrunde ausgetragen: | Folgende Wettkämpfe wurden in der Vorrunde ausgetragen: | Folgende Wettkämpfe wurden in der Vorrunde ausgetragen: | Folgende Wettkämpfe wurden in der Vorrunde ausgetragen: | Folgende Wettkämpfe wurden in der Vorrunde ausgetragen: | Folgende Wettkämpfe wurden in der Vorrunde ausgetragen: | Folgende Wettkämpfe wurden in der Vorrunde ausgetragen: | Folgende Wettkämpfe wurden in der Vorrunde ausgetragen: |
| ------------------------------------------------------- | ------------------------------------------------------- | ------------------------------------------------------- | ------------------------------------------------------- | ------------------------------------------------------- | ------------------------------------------------------- | ------------------------------------------------------- | ------------------------------------------------------- | ------------------------------------------------------- | ------------------------------------------------------- |
| 1.                                                      | Trespass                                                | 2.                                                      | Speed Run                                               | 3.                                                      | Limit the Damage                                        | 4.                                                      | Up and Down                                             | 5.                                                      | Stunt Park Run                                          |

## Catch! Die Europameisterschaft im Fangen (seit 2020)

### Europameisterschaft 2020
Die erste Ausgabe von Catch! Die Europameisterschaft im Fangen wurde am 10. November 2019 im Studio Köln-Mülheim aufgezeichnet. In dieser Meisterschaft treten vier Mannschaften, die jeweils ein europäisches Land repräsentieren, gegeneinander an, um den Europameister im Fangen 2020 zu ermitteln. Die TV-Ausstrahlung erfolgte erstmals auf zwei Fernsehsendern. Neben Sat.1 übertrug am 17. Januar 2020 der österreichische Fernsehsender Puls 4 parallel die Show. Die Aufzeichnung wurde von Andrea Kaiser für Sat.1 und Jakob Glanzner für Puls 4 moderiert sowie von Jan Platte kommentiert und durch Simon Pearce als Reporter begleitet.
Gewonnen hat die deutsche Mannschaft um Luke Mockridge mit Norman Lichtenberg, Patrick „Peet“ Peter, Silke Sollfrank sowie dem Ersatzspieler Dean Tawani.

#### Mannschaften
| Land | Land        | Mannschaftskapitän | Weitere Mitglieder                                                                     |
| --- | ----------- | ------------------ | -------------------------------------------------------------------------------------- |
| | Deutschland | Luke Mockridge     | Norman Lichtenberg, Patrick „Peet“ Peter, Silke Sollfrank, Dean Tanwani E1             |
| | Österreich  | Johannes Sumpich   | Anna Donauer, Mario Fuchs, Thomas Morgenstern, Lorenz Wetscher E2, Melanie Tischler E3 |
| | Schweiz     | Beatrice Egli      | Eddy Yusof, Joel Eggimann, Samuel Bieri                                                |
| | England     | Nikeata Thompson   | David Nelmes, Joe Scandrett, Luke Stoney                                               |
| Anmerkungen: E1 Luke Mockridge musste aufgrund von Verletzungen während des vierten Wettkampfs Crossbow Run durch Dean Tanwani ersetzt werden. E2 Johannes Sumpich musste aufgrund von Verletzungen während des vierten Wettkampfs Crossbow Run durch Lorenz Wetscher ersetzt werden. E3 Melanie Tischler ersetzte ab dem Halbfinale Obstacle Race Anna Donauer, die aufgrund einer Fußverletzung die Teilnahme abbrechen musste. |             |                    |                                                                                        |

#### Wettkämpfe
| Folgende Wettkämpfe wurden in der Vorrunde ausgetragen: | Folgende Wettkämpfe wurden in der Vorrunde ausgetragen: | Folgende Wettkämpfe wurden in der Vorrunde ausgetragen: | Folgende Wettkämpfe wurden in der Vorrunde ausgetragen: | Folgende Wettkämpfe wurden in der Vorrunde ausgetragen: | Folgende Wettkämpfe wurden in der Vorrunde ausgetragen: | Folgende Wettkämpfe wurden in der Vorrunde ausgetragen: | Folgende Wettkämpfe wurden in der Vorrunde ausgetragen: | Folgende Wettkämpfe wurden in der Vorrunde ausgetragen: | Folgende Wettkämpfe wurden in der Vorrunde ausgetragen: |
| ------------------------------------------------------- | ------------------------------------------------------- | ------------------------------------------------------- | ------------------------------------------------------- | ------------------------------------------------------- | ------------------------------------------------------- | ------------------------------------------------------- | ------------------------------------------------------- | ------------------------------------------------------- | ------------------------------------------------------- |
| 1.                                                      | Snake                                                   | 2.                                                      | Around the Block                                        | 3.                                                      | King Size                                               | 4.                                                      | Crossbow Run                                            | 5.                                                      | Store Chase                                             |

| Platz | Mannschaft | Mannschaft  | Punktzahl |
| ----- | ---------- | ----------- | --------- |
| 01.   |            | England     | 95        |
| 02.   |            | Deutschland | 80        |
| 03.   |            | Schweiz     | 75        |
| 04.   |            | Österreich  | 5         |

| Obstacle Race (Halbfinale)                                  | Obstacle Race (Halbfinale) | Obstacle Race (Halbfinale) | Obstacle Race (Halbfinale) | Obstacle Race (Halbfinale) |
| ----------------------------------------------------------- | -------------------------- | -------------------------- | -------------------------- | -------------------------- |
|                                                             | England                    | –                          | Österreich                 |                            |
|                                                             | Deutschland                | –                          | Schweiz                    |                            |
| The Circle (Finale)                                         |                            |                            |                            |                            |
|                                                             | England                    | –                          | Deutschland                |                            |
| Anmerkungen: für das Finale qualifiziert Europameister 2020 |                            |                            |                            |                            |

Die Zuordnung der Mannschaften im Halbfinale ist abhängig von dem Vorrunden-Ergebnis. Der Erstplatzierte der Vorrunde tretet im Halbfinale gegen den Viertplatzierten an; der Zweitplatzierte gegen den Drittplatzierten. Dementsprechend spielte England gegen Österreich sowie Deutschland gegen die Schweiz.
Die beiden Halbfinal-Sieger (England und Deutschland) kämpften letztendlich in dem Finale um den Titel „Europameister im Fangen 2020“. Sieger wurde schließlich Deutschland mit Luke Mockridge.

### Europameisterschaft 2021
Die zweite Ausgabe der europäischen Meisterschaft wurde Anfang Dezember 2020 und aufgrund der COVID-19-Pandemie in Deutschland ohne Publikum im Studio Köln-Mülheim aufgezeichnet. Die beiden prominenten Mannschaftskapitäne aus dem Vorjahr Nikeata Thompson und der amtierende Fangen-Europameister Luke Mockridge nahmen erneut teil, Alexander Kumptner und Luca Hänni wiederum nahmen erstmals an der Meisterschaft teil.
Die Aufzeichnung wurde am 15. Januar 2021 in Sat.1 ausgestrahlt. Puls 4 übertrug sie diesmal erst zehn Tage später am 25. Jänner 2021. Andrea Kaiser, Jakob Glanzner, Jan Platte und Simon Pearce bildeten weiterhin das Moderationsteam.

#### Mannschaften
| Land | Land        | Mannschaftskapitän               | Weitere Mitglieder                                                        |
| --- | ----------- | -------------------------------- | ------------------------------------------------------------------------- |
| | Deutschland | David Odonkor (Luke Mockridge)E1 | Benni Grams, Benny Gleißner, Dean Tanwani, Silke Sollfrank                |
| | Österreich  | Alexander Kumptner               | Lorenz Wetscher, Lukas Steiner, Stefan Dollinger, Stefanie Noppinger      |
| | Schweiz     | Luca Hänni                       | Astrid Sibon, Caryl Cordt Moller, Christian „Chris“ Harmat, Julian Dutoit |
| | England     | Nikeata Thompson                 | Calum Johnston (Luke Stoney)E2, David Nelmes, Eric Moor, Joe Scandrett    |
| Anmerkungen: E1 David Odonkor ersetzte während der ganzen Meisterschaft Luke Mockridge als Teamkapitän. Mockridge verletzte sich bei der Aufwärmung kurz vor dem Start. E2 Calum Johnston ersetzte während der ganzen Meisterschaft Luke Stoney. Stoney verletzte sich ebenfalls kurz vor der Meisterschaft. |             |                                  |                                                                           |

#### Wettkämpfe
| Folgende Wettkämpfe wurden in der Vorrunde ausgetragen: | Folgende Wettkämpfe wurden in der Vorrunde ausgetragen: | Folgende Wettkämpfe wurden in der Vorrunde ausgetragen: | Folgende Wettkämpfe wurden in der Vorrunde ausgetragen: | Folgende Wettkämpfe wurden in der Vorrunde ausgetragen: | Folgende Wettkämpfe wurden in der Vorrunde ausgetragen: | Folgende Wettkämpfe wurden in der Vorrunde ausgetragen: | Folgende Wettkämpfe wurden in der Vorrunde ausgetragen: | Folgende Wettkämpfe wurden in der Vorrunde ausgetragen: | Folgende Wettkämpfe wurden in der Vorrunde ausgetragen: |
| ------------------------------------------------------- | ------------------------------------------------------- | ------------------------------------------------------- | ------------------------------------------------------- | ------------------------------------------------------- | ------------------------------------------------------- | ------------------------------------------------------- | ------------------------------------------------------- | ------------------------------------------------------- | ------------------------------------------------------- |
| 1.                                                      | Raise the Flag                                          | 2.                                                      | Speed Run                                               | 3.                                                      | King Size                                               | 4.                                                      | Up and Down                                             | 5.                                                      | Factory Run                                             |

| Platz | Mannschaft | Mannschaft  | Punktzahl |
| ----- | ---------- | ----------- | --------- |
| 01.   |            | Deutschland | 85        |
| 02.   |            | Schweiz     | 80        |
| 03.   |            | England     | 75        |
| 04.   |            | Österreich  | 20        |

| Obstacle Race (Halbfinale)                                  | Obstacle Race (Halbfinale) | Obstacle Race (Halbfinale) | Obstacle Race (Halbfinale) | Obstacle Race (Halbfinale) |
| ----------------------------------------------------------- | -------------------------- | -------------------------- | -------------------------- | -------------------------- |
|                                                             | Deutschland                | –                          | Österreich                 |                            |
|                                                             | Schweiz                    | –                          | England                    |                            |
| The Circle (Finale)                                         |                            |                            |                            |                            |
|                                                             | Deutschland                | –                          | Schweiz                    |                            |
| Anmerkungen: für das Finale qualifiziert Europameister 2021 |                            |                            |                            |                            |

## Catch! Kampf der Kontinente (2021)
Die erste Ausgabe von Catch! Kampf der Kontinente wurde Anfang Dezember 2020 und aufgrund der COVID-19-Pandemie in Deutschland ohne Publikum im Studio Köln-Mülheim aufgezeichnet. In dieser Meisterschaft treten vier Mannschaften, die jeweils ein Kontinent repräsentieren, gegeneinander an, um den Kontinentalmeister im Fangen 2021 zu ermitteln. Wie bei der europäischen Meisterschaft moderierte das Quartett Andrea Kaiser, Jan Platte, Simon Pearce und Jakob Glanzner die Wettkämpfe.
Die Aufzeichnung wurde am 29. Januar 2021 in Sat.1 ausgestrahlt; am 1. Februar 2021 wurde sie auf Puls 4 ausgestrahlt.

### Mannschaften
| Kontinent | Kontinent | Mannschaftskapitän      | Weitere Mitglieder                                                    |
| --------- | --------- | ----------------------- | --------------------------------------------------------------------- |
|           | Afrika    | Hans Sarpei             | Bintou Schmill, Dean Tanwani, Nabil Hadim, Valentin Dubois            |
|           | Amerika   | „Evil“ Jared Hasselhoff | Carlos Meyer, Dwayne Holliday, Luis Alkmim, Renae Dambly              |
|           | Asien     | Minh-Khai Phan-Thi      | Eddison Tang, Minh Vu Ngoc, Waldi Müller, Yoo-Jin Lee                 |
|           | Europa    | Luke Mockridge          | Calum Johnston, Caryl Cordt Moller, Silke Sollfrank, Stefan Dollinger |

### Wettkämpfe
| Folgende Wettkämpfe wurden in der Vorrunde ausgetragen: | Folgende Wettkämpfe wurden in der Vorrunde ausgetragen: | Folgende Wettkämpfe wurden in der Vorrunde ausgetragen: | Folgende Wettkämpfe wurden in der Vorrunde ausgetragen: | Folgende Wettkämpfe wurden in der Vorrunde ausgetragen: | Folgende Wettkämpfe wurden in der Vorrunde ausgetragen: | Folgende Wettkämpfe wurden in der Vorrunde ausgetragen: | Folgende Wettkämpfe wurden in der Vorrunde ausgetragen: | Folgende Wettkämpfe wurden in der Vorrunde ausgetragen: | Folgende Wettkämpfe wurden in der Vorrunde ausgetragen: |
| ------------------------------------------------------- | ------------------------------------------------------- | ------------------------------------------------------- | ------------------------------------------------------- | ------------------------------------------------------- | ------------------------------------------------------- | ------------------------------------------------------- | ------------------------------------------------------- | ------------------------------------------------------- | ------------------------------------------------------- |
| 1.                                                      | Raise the Flag                                          | 2.                                                      | Speed Run                                               | 3.                                                      | Switched                                                | 4.                                                      | Up and Down                                             | 5.                                                      | Factory Run Off Road                                    |

| Platz | Mannschaft | Mannschaft | Punktzahl |
| ----- | ---------- | ---------- | --------- |
| 01.   |            | Europa     | 105       |
| 02.   |            | Afrika     | 45        |
| 03.   |            | Amerika    | 40        |
| 04.   |            | Asien      | 20        |

| Obstacle Race (Halbfinale)                                       | Obstacle Race (Halbfinale) | Obstacle Race (Halbfinale) | Obstacle Race (Halbfinale) | Obstacle Race (Halbfinale) |
| ---------------------------------------------------------------- | -------------------------- | -------------------------- | -------------------------- | -------------------------- |
|                                                                  | Europa                     | –                          | Asien                      |                            |
|                                                                  | Afrika                     | –                          | Amerika                    |                            |
| The Circle (Finale)                                              |                            |                            |                            |                            |
|                                                                  | Europa                     | –                          | Afrika                     |                            |
| Anmerkungen: für das Finale qualifiziert Kontinentalmeister 2021 |                            |                            |                            |                            |

## Mitwirkende und Teilnehmer
Die Hauptmoderation für alle Meisterschaften übernimmt die Sportmoderatorin Andrea Kaiser, als Kommentator fungiert der Sportkommentator Jan Platte und als Fieldreporter ist der Comedian Simon Pearce im Einsatz. Bei den Europameisterschaften moderiert für den österreichischen Fernsehsender Puls 4 zusätzlich Jakob Glanzner die Show. Dieser ist im Sommer 2019 von ServusTV zu Puls 4 gewechselt.
Der Produzent Luke Mockridge tritt stets als Teilnehmer auf. Bei der zweiten und dritten Qualifikationsfolge der deutschen Meisterschaft 2019 stand Mockridge Andrea Kaiser als Experte und Co-Moderator zur Seite. Seit 2020 fungiert Mockridge bei frühzeitigem Ausscheiden aus der Meisterschaft gelegentlich als Co-Moderator.
Zu den Teilnehmern gehören neben Luke Mockridge nationale Sportler, vor allem aus der Leichtathletik, Schauspieler, Moderatoren und Sänger. Außerdem nehmen professionale Parkour-Läufer ebenfalls an der Show teil. Zudem konnten Zuschauer sich für die Deutsche Meisterschaft 2019 bewerben und als Wildcard-Gewinner an der Show teilnehmen. Bei der Europa- und Kontinentalmeisterschaft gehören zu den Teilnehmern den Ländern bzw. Kontinenten entsprechende nationale Prominente und professionale Parkour-Läufer.

## Statistik
Im Folgenden werden die erfolgreichsten Teilnehmer aufgelistet, sortiert nach den Meisterschaftssiegen. Bei gleicher Anzahl wird nach der Erfolgsquote (Verhältnis Sieg und Teilnahme) geordnet. Die Qualifikationssiege aus der deutschen Meisterschaft 2019 werden hier nicht mitgezählt, da durch den Sieg zunächst kein Meisterschaftstitel erlangt wurde.
| Platz | Name                 | Gesamtsiege | Deutscher Meister | Europameister | Kontinentalmeister | Gesamtteilnahme |
| --- | -------------------- | ----------- | ----------------- | ------------- | ------------------ | --------------- |
| 01. | Patrick „Peet“ Peter | 3           | 2                 | 1             | –                  | 3               |
| 02. | David Odonkor        | 3           | 2                 | 1             | –                  | 4               |
| 03. | Silke Sollfrank      | 3           | 1                 | 2             | –                  | 6               |
| 03. | Dean Tanwani         | 3           | –                 | 2*            | 1                  | 6               |
| 04. | Luke Mockridge       | 3           | 1                 | 2**           | –                  | 7               |
| 05. | Jacqueline Schulz    | 2           | 2                 | –             | –                  | 2               |
| 06. | Luca Ehrmantraut     | 2           | 2                 | –             | –                  | 3               |
| 06. | Benni Grams          | 2           | 1                 | 1             | –                  | 3               |
| 07. | Kai Kazmirek         | 1           | 1                 | –             | –                  | 1               |
| 07. | Pamela Dutkiewicz    | 1           | 1                 | –             | –                  | 1               |
| 07. | Hans Sarpei          | 1           | –                 | –             | 1                  | 1               |
| 07. | Bintou Schmill       | 1           | –                 | –             | 1                  | 1               |
| 07. | Nabil Hadim          | 1           | –                 | –             | 1                  | 1               |
| 07. | Valentin Dubois      | 1           | –                 | –             | 1                  | 1               |
| 07. | Marcel Fehr          | 1           | 1*                | –             | –                  | 1               |
| 07. | Youssef Messoudi     | 1           | 1*                | –             | –                  | 1               |
| 08. | Jeannine Michaelsen  | 1           | 1                 | –             | –                  | 2               |
| 08. | Julian Würzler       | 1           | 1                 | –             | –                  | 2               |
| 09. | Fabian Hambüchen     | 1           | 1                 | –             | –                  | 4               |
| 09. | Norman Lichtenberg   | 1           | –                 | 1             | –                  | 4               |
| | Benny Gleißner       | 1           | –                 | 1             | –                  | 4               |
| | Lorenz Wetscher      | 1           |                   | 1             |                    | 4               |
| Anmerkungen: * Marcel Fehr, Youssef Messoudi und Dean Tanwani gewannen jeweils einmal als Ersatzspieler ** Luke Mockridge gewann einmal als Teamleiter und spielte dabei nicht selbst mit |                      |             |                   |               |                    |                 |

Weitere Statistiken:
- An den Meisterschaften nahmen bisher 83 Männer und 29 Frauen teil. (Stand: Kontinentalmeisterschaft 2021)
- Bisher führten 19 Männer und 8 Frauen als Kapitän bzw. Kapitänin eine Mannschaft. (Stand: Kontinentalmeisterschaft 2021)
- Die Mannschaft um Thore Schölermann aus der deutschen Meisterschaft 2019 war die einzige, bei der kein weibliches Stammmitglied in der Mannschaft vorhanden war. Erst durch eine Verletzung bei Waldi Müller rückte mit Jacqueline Schulz eine Frau in die Mannschaft nach.
- Die deutsche Meisterschaft 2020 und die Europameisterschaft 2021 waren die einzigen, bei der kein Mannschaftsmitglied während der Meisterschaft aufgrund einer Verletzung ersetzt werden musste. Bei den bisher restlichen vier Meisterschaften musste mindestens ein Mannschaftsmitglied ersetzt werden.

## Internationale Vermarktung
Das Unternehmen Banijay Group ist für die Vermarktung der Fernsehshow im Ausland zuständig und begann mit dem Verkauf der Formatrechte auf der Fernsehmesse MIPCOM in Cannes im April 2019.

## Rezeption

### Auszeichnungen
2019 wurde das Format mit dem Grimme-Preis in der Kategorie Unterhaltung ausgezeichnet.

### Einschaltquoten

#### Deutschland
In Deutschland wird die Show auf dem Free-TV-Sender Sat.1 ausgestrahlt.
| Staffel | Folge                                                                     | Datum                                                                     | Zuschauer                                                                 | Zuschauer                                                                 | Marktanteil                                                               | Marktanteil                                                               | Quelle                                                                    |
| Staffel | Folge                                                                     | Datum                                                                     | Gesamt                                                                    | 14- bis 49-Jährige                                                        | Gesamt                                                                    | 14- bis 49-Jährige                                                        | Quelle                                                                    |
| ------- | ------------------------------------------------------------------------- | ------------------------------------------------------------------------- | ------------------------------------------------------------------------- | ------------------------------------------------------------------------- | ------------------------------------------------------------------------- | ------------------------------------------------------------------------- | ------------------------------------------------------------------------- |
| 1       | Deutsche Meisterschaft 2018 (Catch! Der große Sat.1 Fang-Freitag)         | Deutsche Meisterschaft 2018 (Catch! Der große Sat.1 Fang-Freitag)         | Deutsche Meisterschaft 2018 (Catch! Der große Sat.1 Fang-Freitag)         | Deutsche Meisterschaft 2018 (Catch! Der große Sat.1 Fang-Freitag)         | Deutsche Meisterschaft 2018 (Catch! Der große Sat.1 Fang-Freitag)         | Deutsche Meisterschaft 2018 (Catch! Der große Sat.1 Fang-Freitag)         | Deutsche Meisterschaft 2018 (Catch! Der große Sat.1 Fang-Freitag)         |
| 1       | 1                                                                         | 7. Dez. 2018                                                              | 1,35 Mio.                                                                 | 0,90 Mio.                                                                 | 5,1 %                                                                     | 11,5 %                                                                    | [ 4 ]                                                                     |
| 2       | Deutsche Meisterschaft 2019 (Catch! Die Deutsche Meisterschaft im Fangen) | Deutsche Meisterschaft 2019 (Catch! Die Deutsche Meisterschaft im Fangen) | Deutsche Meisterschaft 2019 (Catch! Die Deutsche Meisterschaft im Fangen) | Deutsche Meisterschaft 2019 (Catch! Die Deutsche Meisterschaft im Fangen) | Deutsche Meisterschaft 2019 (Catch! Die Deutsche Meisterschaft im Fangen) | Deutsche Meisterschaft 2019 (Catch! Die Deutsche Meisterschaft im Fangen) | Deutsche Meisterschaft 2019 (Catch! Die Deutsche Meisterschaft im Fangen) |
| 2       | 2                                                                         | 22. März 2019                                                             | 1,52 Mio.                                                                 | 0,91 Mio.                                                                 | 5,1 %                                                                     | 10,3 %                                                                    | [ 7 ]                                                                     |
| 2       | 3                                                                         | 29. März 2019                                                             | 1,22 Mio.                                                                 | 0,78 Mio.                                                                 | 4,2 %                                                                     | 8,9 %                                                                     | [ 21 ]                                                                    |
| 2       | 4                                                                         | 5. Apr. 2019                                                              | 1,02 Mio.                                                                 | 0,78 Mio.                                                                 | 3,5 %                                                                     | 7,1 %                                                                     | [ 22 ]                                                                    |
| 2       | 5                                                                         | 12. Apr. 2019                                                             | 1,36 Mio.                                                                 | 0,85 Mio.                                                                 | 4,8 %                                                                     | 10,0 %                                                                    | [ 8 ]                                                                     |
| 3       | Deutsche Meisterschaft 2020 (Catch! Die Deutsche Meisterschaft im Fangen) | Deutsche Meisterschaft 2020 (Catch! Die Deutsche Meisterschaft im Fangen) | Deutsche Meisterschaft 2020 (Catch! Die Deutsche Meisterschaft im Fangen) | Deutsche Meisterschaft 2020 (Catch! Die Deutsche Meisterschaft im Fangen) | Deutsche Meisterschaft 2020 (Catch! Die Deutsche Meisterschaft im Fangen) | Deutsche Meisterschaft 2020 (Catch! Die Deutsche Meisterschaft im Fangen) | Deutsche Meisterschaft 2020 (Catch! Die Deutsche Meisterschaft im Fangen) |
| 3       | 6                                                                         | 3. Jan. 2020                                                              | 1,65 Mio.                                                                 | 1,00 Mio.                                                                 | 5,7 %                                                                     | 12,1 %                                                                    | [ 23 ]                                                                    |
| 3       | Europameisterschaft 2020 (Catch! Die Europameisterschaft im Fangen)       |                                                                           |                                                                           |                                                                           |                                                                           |                                                                           |                                                                           |
| 3       | 7                                                                         | 17. Jan. 2020                                                             | 1,22 Mio.                                                                 | 0,73 Mio.                                                                 | 4,3 %                                                                     | 9,0 %                                                                     | [ 24 ]                                                                    |
| 4       | Deutsche Meisterschaft 2021 (Catch! Die Deutsche Meisterschaft im Fangen) | Deutsche Meisterschaft 2021 (Catch! Die Deutsche Meisterschaft im Fangen) | Deutsche Meisterschaft 2021 (Catch! Die Deutsche Meisterschaft im Fangen) | Deutsche Meisterschaft 2021 (Catch! Die Deutsche Meisterschaft im Fangen) | Deutsche Meisterschaft 2021 (Catch! Die Deutsche Meisterschaft im Fangen) | Deutsche Meisterschaft 2021 (Catch! Die Deutsche Meisterschaft im Fangen) | Deutsche Meisterschaft 2021 (Catch! Die Deutsche Meisterschaft im Fangen) |
| 4       | 8                                                                         | 8. Jan. 2021                                                              | 1,73 Mio.                                                                 | 1,02 Mio.                                                                 | 5,3 %                                                                     | 11,6 %                                                                    | [ 25 ]                                                                    |
| 4       | Europameisterschaft 2021 (Catch! Die Europameisterschaft im Fangen)       |                                                                           |                                                                           |                                                                           |                                                                           |                                                                           |                                                                           |
| 4       | 9                                                                         | 15. Jan. 2021                                                             | 1,55 Mio.                                                                 | 0,97 Mio.                                                                 | 4,7 %                                                                     | 10,5 %                                                                    | [ 26 ]                                                                    |
| 4       | Kontinentalmeisterschaft 2021 (Catch! Kampf der Kontinente)               |                                                                           |                                                                           |                                                                           |                                                                           |                                                                           |                                                                           |
| 4       | 10                                                                        | 29. Jan. 2021                                                             | 1,62 Mio.                                                                 | 1,09 Mio.                                                                 | 5,1 %                                                                     | 13,4 %                                                                    | [ 27 ]                                                                    |

#### Österreich
Die erste Ausgabe der Catch! Die Europameisterschaft im Fangen am 17. Jänner 2020 erreichte auf Puls 4 in werberelevanten Zielgruppe 87 Tausend Zuschauer mit einem Marktanteil von 9 Prozent. Die zweite Ausgabe am 25. Jänner 2021 erreichte eine Gesamtzuschauerzahl von 82 Tausend.